# 丸美屋食品工業
丸美屋食品工業株式会社（まるみやしょくひんこうぎょう）は、東京都杉並区に本社を置く食品加工メーカー。略称丸美屋、丸美屋食品。
ふりかけの最大手企業で、「のりたま」や「味道楽」、「すきやき」などのロングセラーのふりかけ製品を製造・販売していることで知られる。また総合食品メーカーとして麻婆豆腐の素を他社に先がけ製品化し、現在では数多くのレトルトの中華料理用具材入り合わせ調味料やレンジ調理食品、釜めしの素、プリキュア、仮面ライダー、ポケモン、ちいかわ等のキャラクター商品、お茶漬けの素などを発売している。
企業キャッチコピーは「今日もおいしく 丸美屋」。
ミュージカルのアニーは、丸美屋食品工業が協賛をしている。
会社名の「丸美屋食品工業」「丸美屋」は登録商標となっている（前者は登録番号第1838160号、後者は登録番号第1838160号および同第1869032号）。

## 沿革
- 1927年（昭和2年） ‐ 丸美屋食料品研究所　ふりかけ「是はうまい」を発売
- 1945年（昭和20年）- 東京大空襲により丸美屋食料品研究所は解散
- 1951年（昭和26年） - 阿部末吉が丸美屋食品工業株式会社を新設
- 1954年（昭和29年） - 大阪連絡所を開設
- 1956年（昭和31年） - 名古屋連絡所を開設
- 1960年（昭和35年） - ふりかけ「のりたま」を発売
- 1961年（昭和36年） - 仙台出張所を開設。杉並区大宮前に本社、東京工場を竣工
- 1963年（昭和38年） - ふりかけ「すきやき」を発売。埼玉工場新設、製造部門を移転
- 1966年（昭和41年） - 三井物産株式会社が総発売元になる。東京支店を開設。札幌・福岡に出張所を開設。清水・新潟・金沢・広島・高松に連絡所を開設。
- 1968年（昭和43年）- 「3色パック」を発売
- 1969年（昭和44年）- ふりかけ「味道楽」を発売
- 1970年（昭和45年）- 「とり釜めしの素」を発売
- 1971年（昭和46年） - 「麻婆豆腐の素」を発売
- 1975年（昭和51年）- 神戸・京都に連絡所を開設
- 1976年（昭和52年）- 「ロボコンふりかけ」を発売
- 1978年（昭和53年） - 横浜・千葉・宇都宮・静岡に出張所を開設
- 1979年（昭和54年）- 株式会社丸美屋フーズを設立
- 1982年（昭和57年） - 本社を杉並区松庵に移転
- 1984年（昭和59年） - 鹿児島事務所を開設
- 1987年（昭和62年）- 「おすすめ中華　棒々鶏」を発売
- 1988年（昭和63年）- 「ビックリマンカレー」、「混ぜ込みわかめ」を発売
- 1989年（平成元年） - 大宮出張所、長野営業所を開設。埼玉工場内に第二研究棟を新設
- 1990年（平成2年） - ローズテクノ株式会社を設立
- 1991年（平成3年） - マルコフーズ株式会社を設立
- 1992年（平成4年） - 株式会社サンオリジンを設立
- 1993年（平成5年）- 「棒々鶏ドレッシング」を発売
- 1994年（平成6年） - 埼玉工場内に第三研究棟を新設
- 1995年（平成7年）- 「料亭のお茶漬け」、「料亭のお吸いもの」を発売
- 1998年（平成10年）- 「ソフトふりかけ」を発売
- 1999年（平成11年）- セット無菌ごはん入「レンジでつくろ!」を発売
- 2003年（平成15年）- ミュージカル「アニー」に協賛
- 2004年（平成16年） - 営業本部を銀座に移転
- 2005年（平成17年）- 株式会社マーケティングセブンを設立
- 2006年（平成18年）- 「家族のお茶漬け」を発売。株式会社丸美屋パックを設立
- 2007年（平成19年） - 北京駐在員事務所を開設
- 2008年（平成20年）- 埼玉工場内に乾燥設備工場棟を新設
- 2010年（平成22年）- 銀座ショールームを新設。「かけうま麺用ソース」を発売
- 2012年（平成24年）- 「のっけるふりかけ」を発売。埼玉工場内に乾燥設備工場棟を新設
- 2013年（平成25年）- 埼玉工場内に新研究棟を新設
- 2014年（平成26年）- 「贅を味わう　麻婆豆腐の素」を発売。全国拠点においてエコアクション21認証を取得
- 2015年（平成27年）- マルコフーズ株式会社　第二工場を竣工
- 2017年（平成29年）-　岡山事務所を開設
- 2018年（平成30年）- 「たれサクふりかけ」を発売
- 2019年（令和元年）- 埼玉工場全域でISO22000認証を取得
- 2020年（令和2年）- 東京都国分寺市にサテライトオフィス開設

## 事業所
- 支店
  - 東京支店
  - 関東信越支店
  - 仙台支店
  - 名古屋支店
  - 大阪支店
  - 広島支店
  - 福岡支店

- 営業所
  - 横浜営業所
  - 千葉営業所
  - 静岡営業所
  - 大宮営業所
  - 宇都宮営業所
  - 新潟営業所
  - 長野営業所
  - 札幌営業所
  - 金沢営業所
  - 高松営業所
  - 鹿児島営業所
  - 広域営業部
  - 沖縄事務所

- 工場
  - 埼玉工場

## 関係会社
- 株式会社丸美屋フーズ（業務用）
- マルコフーズ株式会社
- ローズテクノ株式会社
- 株式会社サンオリジン

他

## 主な商品
- ふりかけ
  - のりたま
  - 味道楽
  - すきやき
  - たらこ
  - 本かつお
  - 旨味さけ
  - 磯香のり
  - ごましお

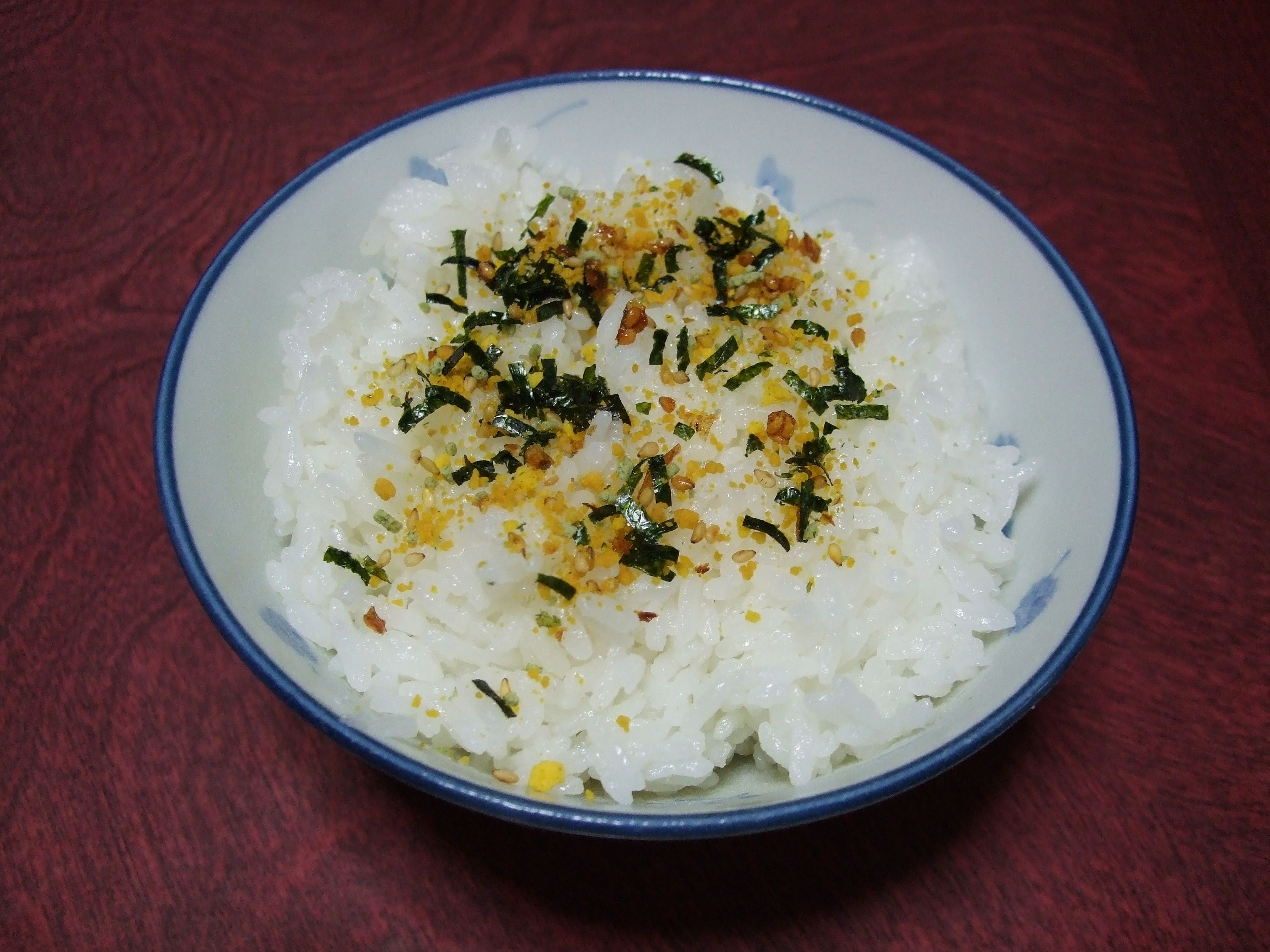
のりたま

  - お弁当諸君!ミニパック（塩鮭、おかか、たらこ、牛丼味、梅かつお）
  - 3色パック（のりたま、たらこ、ごましおの詰め合わせ） - 1968年8月発売。テレビ番組で当時小学2年生の少年が披露したアイデアを元にして同意を得て商品化した。発売50周年を迎える2018年8月23日に容器を刷新して新発売[1]。ほか
- 混ぜ込みわかめシリーズ
  - わかめ
  - 若菜
  - 梅じそ
  - 鮭
  - しらす
  - 明太子
  - たらこ
  - しそ昆布
  - 枝豆
  - ごぼう ほか
- ソフトふりかけシリーズ
  - ちりめん山椒
  - さけ
  - とり＆たまごそぼろ
  - おかか昆布
  - たらこ
  - 明太子
  - 豚みそそぼろ
  - 豚しょうが焼き味
  - 炭火焼風　焼肉そぼろ
  - ラー油とりそぼろ
  - ツナマヨ
  - 梅ちりめん ほか
- 家族のお茶漬け
  - 海苔茶漬け
  - さけ茶漬け
  - うめ茶漬け
  - たらこ茶漬け
  - わさび茶漬け ほか
- 麻婆シリーズ（のりたまと並ぶ定番ブランド）
  - 麻婆豆腐の素（甘口・中辛・辛口・大辛）
  - 麻婆茄子の素（あっさりみそ・こってりみそ）
  - 麻婆白菜の素
  - 麻婆キャベツの素
  - 麻婆もやしの素
  - 贅を味わうシリーズ（麻婆豆腐 中辛・辛口、麻婆茄子の素）
  - 七味芳香シリーズ（麻婆豆腐・麻婆茄子・回鍋肉・青椒肉絲）　ほか
- チャーハンの素シリーズ
- 釜めしの素シリーズ（とり・五目・とりごぼう・松茸・きのこ）
- のっけるふりかけシリーズ（和風ツナマヨ・鮭明太・肉麻婆）
- かけうま麺用ソースシリーズ（ジャージャー麺の素・汁なし担々麺の素）
- ごはん付きシリーズ（とり釜めし・五目釜めし・麻婆丼・ビビンバ・五目中華丼）
- おもち亭　おもちとからめて！（ずんだもちの素・みたらしもちの素）
- キャラクター商品（プリキュア・仮面ライダー・ポケモン・ミニオンズ・ドラえもん・アイカツほか）

など
過去
- 是(これ)はうまい（ふりかけ）
- 3色レトロパッケージ（のりたま、是(これ)はうまい、チズハム）
※のりたま誕生50周年記念数量限定商品。エイトマンシールが1枚添付されていた。
- うまいどんぶり!
- カラフルふりかけ

### キャラクター商品
- ポケットモンスターふりかけ、カレー、お茶漬けなど
- プリキュアシリーズふりかけ、カレー、お茶漬けなど
- スヌーピーふりかけ
- クレヨンしんちゃんふりかけ、カレー、お茶漬け - リニューアル販売
- ドラえもんカレー、ドリアソースなど
- すみっコぐらしふりかけ、カレー、コーンクリーム
- 鬼滅の刃ふりかけ、カレー、お茶漬けなど
- ちいかわふりかけ、カレー、お茶漬けなど
- パウ・パトロールふりかけ、カレー
- おぱんちゅうさぎカレー、ふりかけ

期間限定販売
- エヴァンゲリオンふりかけ、カレー
- 呪術廻戦ふりかけ、お茶漬け、カレー
- SPY×FAMILYふりかけ、カレー
- シン・仮面ライダーカレー
- 最強王図鑑ふりかけ、カレー

過去
- エイトマン（1960年代、ふりかけにシールがおまけとして封入されていた）
- スーパージェッターふりかけ
- おそ松くん（アニメ1・2作目）ふりかけ、カレー、ミートソース　※1作目はふりかけのみ
- もーれつア太郎（アニメ1作目）ふりかけ
- ロボコンふりかけ
- 一発くん（野球選手をモチーフにしたオリジナルキャラ）ふりかけ
- Dr.スランプ アラレちゃんふりかけ
- ドクタースランプふりかけ、カレー
- ドラゴンボール（Z、超を含む）ふりかけ ※超はカレーも含む
- 新メイプルタウン物語 パームタウン編ふりかけ
- ビックリマンふりかけ、カレー
- まじかる☆タルるートくんふりかけ、カレー
- セイシュンの食卓ふりかけ
- セーラームーンふりかけ、カレー
- 名探偵コナンカレー、パスタふりかけ
- ゲゲゲの鬼太郎（アニメ4作目）ふりかけ、カレー
- 遊⭐︎戯⭐︎王（アニメ1作目）ふりかけ、カレー
- デジモンシリーズ（アドベンチャー〜フロンティアまで）ふりかけ、カレー
- 金色のガッシュベル!!ふりかけ、カレー
- 星のカービィふりかけ、カレー、お茶漬け
- あたしンちふりかけ、カレー
- ちびまる子ちゃんふりかけ、カレー
- ぜんまいざむらいふりかけ、カレー
- とっとこハム太郎ふりかけ、カレー、お茶漬け
- シナモロールカレー
- リラックマカレー
- ジュエルペットふりかけ、カレー
- はなかっぱふりかけ、カレー
- ONE PIECEふりかけ、カレー
- かみさまみならい ヒミツのここたまふりかけ、カレー
- ふなっしーふりかけ、カレー
- アイカツ!ふりかけ、カレー
- しまじろうふりかけ
- プラレールふりかけ
- ミニオンズふりかけ、カレー
- 僕のヒーローアカデミアふりかけ、カレー
- 仮面ライダーシリーズふりかけ、カレー

## テレビCM
現在の出演者
- 木村佳乃（のりたま、釜めしの素、家族のお茶漬け）
- 豊嶋花（のりたま、釜めしの素、家族のお茶漬け、麻婆茄子の素）[注 1]
- 古川凛（のりたま、釜めしの素、家族のお茶漬け）[注 1]

ほか
過去の出演者
- 森口博子（麻婆豆腐の素、麻婆茄子の素、かけうま麺用ソース）
- 前田敦子（家族のお茶漬け、のっけるふりかけ、麻婆豆腐の素）
- 桂小金治（のりたま）
- 谷啓（のりたま）
- 白木みのる（すきやき、チズハム）
- 岡田奈々（麻婆豆腐の素）
- 金子信雄（麻婆豆腐の素）
- 片岡鶴太郎（のりたま）
- 加藤あい（のりたま）
- 松下由樹（のりたま）
- 松本明子（うまい!どんぶり、こんがりドリア）
- 堀川早苗（麻婆茄子の素）※三宅と共演
- 東出昌大（麻婆豆腐の素）
- 足立梨花（ソフトふりかけ、かけうま麺用ソース）
- 三宅裕司（麻婆豆腐の素、麻婆茄子の素）
- 国分太一（麻婆豆腐の素、かけうま麺用ソース、麻婆茄子の素）

ほか

## スポンサー番組

### 現在
※2025年2月時点
- ポケモンとどこいく!?
前番組「ポケモン☆サンデー」→「ポケモンスマッシュ!」→「ポケモンの家あつまる?」から提供。
- プリキュアシリーズ
- クレヨンしんちゃん
- ゴゴスマ -GO GO!Smile!- (関東ローカル)
- ドラえもん

### 過去
- 仮面ライダーシリーズ
- エイトマン
- のりたま爆笑劇場
- スーパージェッター（白黒時代のみ）
- お笑いタッグマッチ（後期）
- おそ松くん（第1作、第2作とも）
- 快獣ブースカ
- 凸凹モンタージュ合戦
- がんばれ!!ロボコン
- Gu-Guガンモ
- 朝日放送テレビ制作日曜朝8時30分枠のアニメ（1984年10月の開始から1994年ごろまで）
  - とんがり帽子のメモル
  - はーいステップジュン
  - メイプルタウン物語
  - 新メイプルタウン物語 パームタウン編
  - ビックリマン
  - 新ビックリマン
  - まじかる☆タルるートくん
  - スーパービックリマン
  - GS美神
  - ママレード・ボーイ
- ゲッターロボ號
- 美少女戦士セーラームーンシリーズ（第3期シリーズのS以降）
- JNNイブニングニュース
- 総力報道! THE NEWS
- クレヨンしんちゃん
- TVチャンピオン
- とっとこハム太郎
- 料理天国（1990年 - 1992年）
- 新伍のワガママ大百科
- 知っとこ!
- ドラゴンボール
- ドクタースランプ
- ウッチャンナンチャンのやるならやらねば!
- 火曜サスペンス劇場
- ちびまる子ちゃん（第1期）
- 金曜ドラマ
- 星のカービィ
- あたしンち
- Nスタ（木曜日）
- 金色のガッシュベル!!
- ONE PIECE
- アイカツ!など

## アラカルト
- 「のりたま」はベストセラーで商標登録されている。
- 1960年代にアニメ「エイトマン」や「スーパージェッター」、「おそ松くん」の番組スポンサーとなり、「のりたま」にキャラクターシールを封入して大ヒットした。それ以後、子供の人気キャラクターをモチーフにした商品化（ふりかけ、レトルトカレー等）を積極的に行っている[2]。